# Lawrence Whitney
Lawrence Atwood "Larry" Whitney, född 2 februari 1891, död 24 april 1941 i Boston, var en amerikansk friidrottare och basebollspelare.
Whitney blev olympisk bronsmedaljör i kulstötning vid sommarspelen 1912 i Stockholm.